# Champ-le-Duc
Champ-le-Duc ([ʃɑ̃lˈdyk] ) ist eine französische Gemeinde mit 481 Einwohnern (Stand: 1. Januar 2022) im Département Vosges in der Region Grand Est. Sie gehört zum Arrondissement Saint-Dié-des-Vosges (bis 2024 Épinal) und ist Mitglied im Gemeindeverband Communauté de communes Bruyères-Vallons des Vosges. Die Bewohner werden Ducécampiens und Ducécampiennes genannt.

## Geografie
Die Gemeinde Champ-le-Duc liegt in den Vogesen auf einer Höhe von 420 m über dem Meeresspiegel, etwa auf halbem Weg zwischen den Städten Épinal und Saint-Dié.
Die Fläche des 3,92 km² großen Gemeindegebietes umfasst einen Abschnitt des Tales der Vologne, das sich nach dem Zufluss des Neuné zu einem breiten Talkessel aufweitet. Die Vologne verringert hier ihre Fließgeschwindigkeit. Im Bereich ihrer früheren Mäander entstanden Abzweige für den Betrieb von Wassermühlen. Einer dieser Abzweige – der Canal des Usines – versorgt noch heute eine Papierfabrik südwestlich von Champ-le-Duc. Nördlich der Vologne steigt das Gelände terrassenförmig an und erreicht im bewaldeten Nordosten der Gemeinde mit 507 m über dem Meer am Rande eines Vogesenausläufers den höchsten Punkt. Der Kernort erstreckt sich an einem nach Süden geneigten Hang über der Lizerne, einem kleinen Nebenfluss der Vologne. Im Gemeindegebiet herrschen Acker- und Weideflächen zwischen kleinen parkähnlichen Waldstücken vor, Über den nördlichen Ortsteil Vrairoses ist die Siedlungsfläche von Champ-le-Duc direkt mit der Stadt Bruyères verbunden.
Zu Champ-le-Duc gehören die Weiler und Höfe Champ Graville, Les Fayés, Les Antilleux und Les Grandes Feignes.
Nachbargemeinden von Champ-le-Duc sind Bruyères im Nordosten, Laveline-devant-Bruyères im Osten, Fiménil im Südosten, Prey im Südwesten sowie Fays im Westen.

## Geschichte
Das Dorf Champ-le-Duc gehörte im Ancien Régime zur Vogtei Bruyères. Die Pfarrgemeinde der seit dem Ende des 12. Jahrhunderts existierenden Kirche in Champ-le-Duc war eine der größten im Volognetal – sie umfasste bis zu 34 umliegende Dörfer – und war Teil der Diözese Saint-Die im Dekanat Bruyères und von der Abtei Remiremont abhängig.
Während der Französischen Revolution wurde der Namensteil le-Duc (Duc = Herzog) verworfen und die Gemeinde trug den Namen Champ-sur-Lizerne.

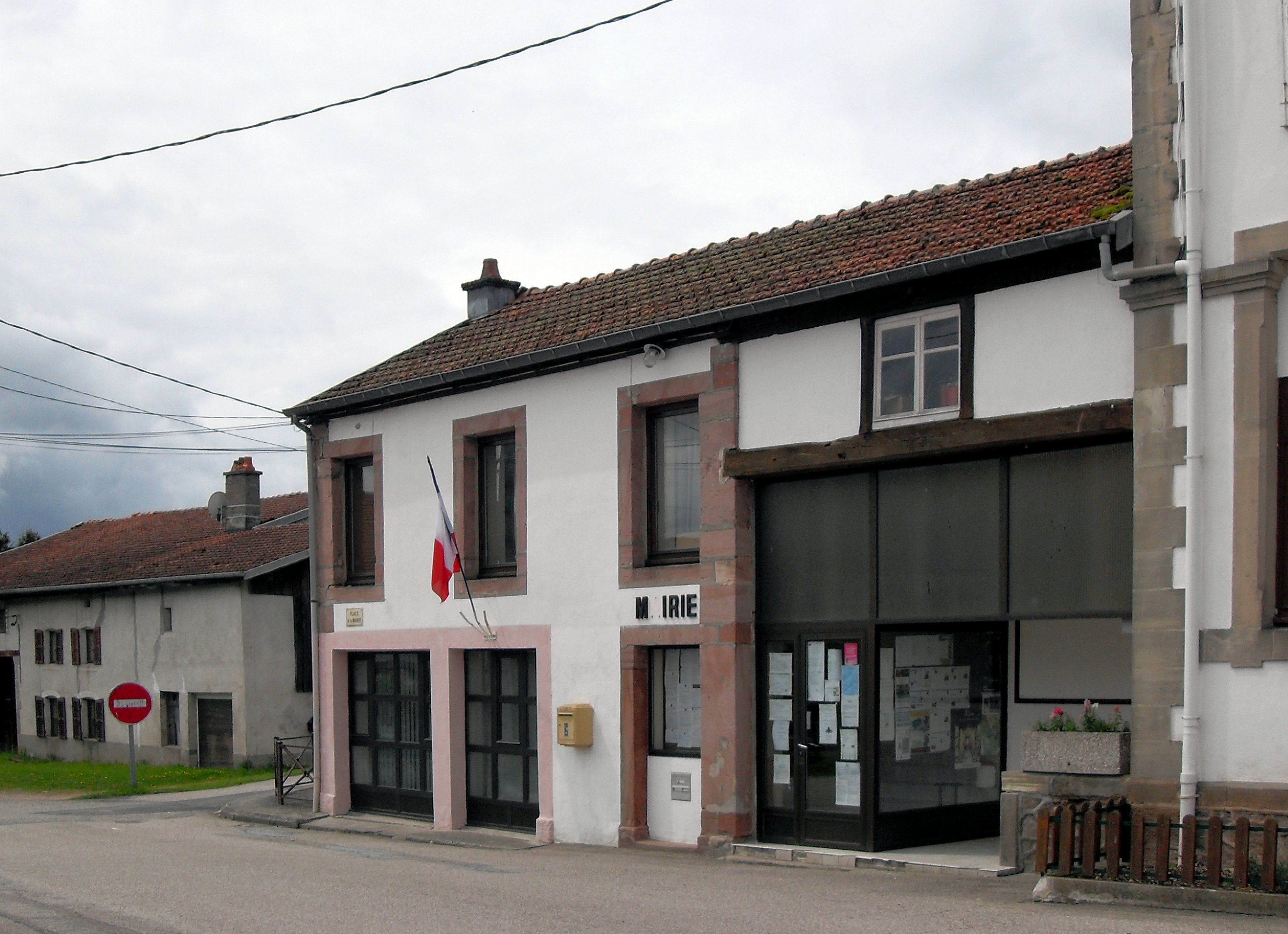
Mairie Champ-le-Duc

### Bevölkerungsentwicklung
| Jahr                       | 1962 | 1968 | 1975 | 1982 | 1990 | 1999 | 2010 | 2021 |
| -------------------------- | ---- | ---- | ---- | ---- | ---- | ---- | ---- | ---- |
| Einwohner                  | 369  | 450  | 517  | 458  | 463  | 491  | 525  | 493  |
| Quellen: Cassini und INSEE |      |      |      |      |      |      |      |      |

## Sehenswürdigkeiten

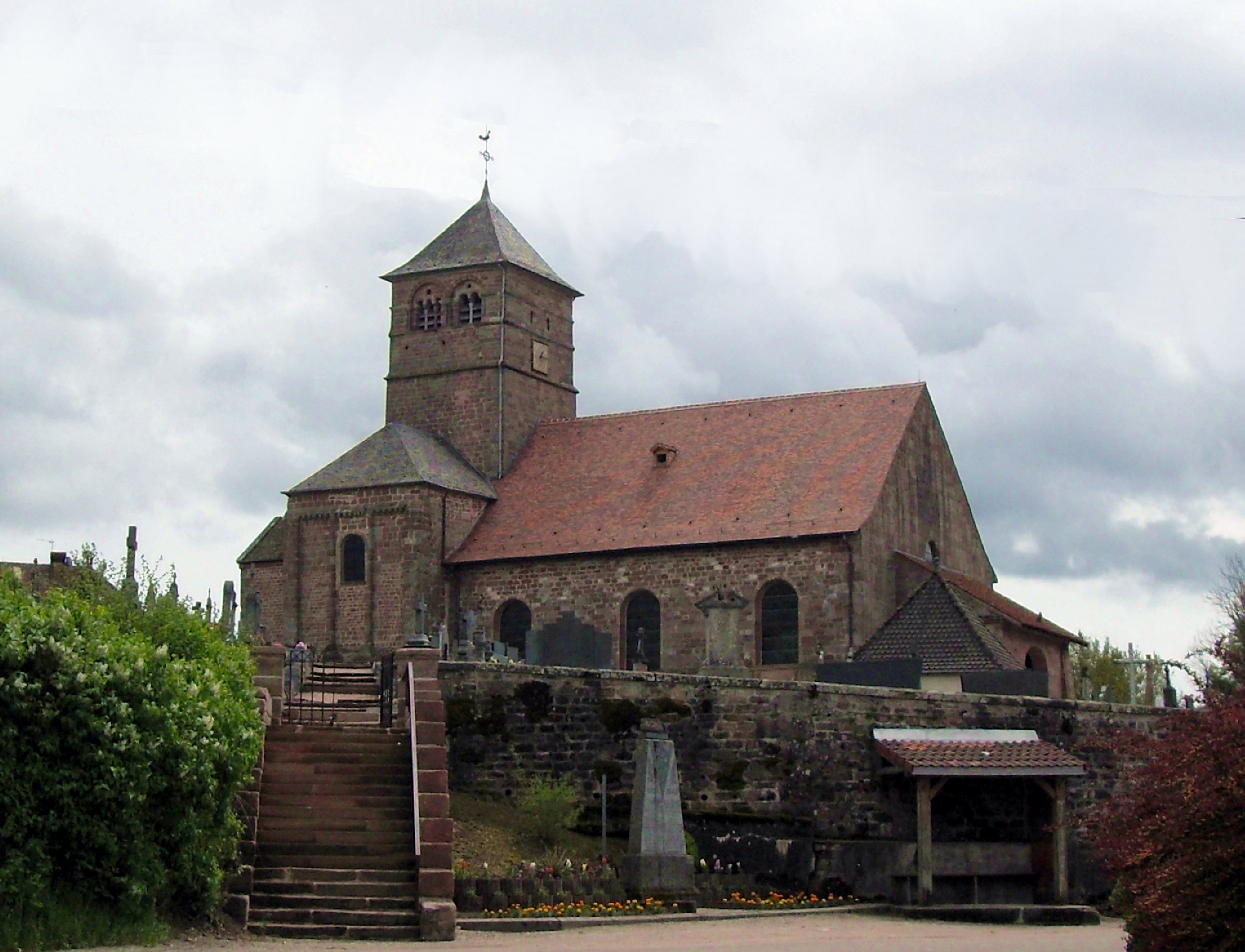
Romanische Kirche Mariä Himmelfahrt

Die Kirche Mariä Himmelfahrt Champ-le-Duc (Église de l’Assomption-de-Notre-Dame) ist ein romanisches Gebäude aus dem 12. Jahrhundert. Sie wurde mehrfach saniert und rekonstruiert, so im 18. Jahrhundert, nach dem Zweiten Weltkrieg und nach einem Brand Ende des 20. Jahrhunderts. Die Kirche ist als Monument historique klassifiziert.
Die Orgel aus dem Jahr 1781 wird Nicolas Dupont zugeschrieben. Sie wurde von Jeanpierre Jacquot im Jahr 1871 umgebaut.

## Wirtschaft und Infrastruktur
Das größte Unternehmen der Umgebung ist die Papierfabrik Novatissue SAS an der Straße nach Laval-sur-Vologne, eine Tochter der italienischen Cartiere Luccese S.p.a. (Lucart). Der Betrieb stellt Kartonagen für die Lebensmittelverpackung sowie Papierhandtücher, Toilettenpapier und Taschentücher her. Er setzt damit die über 150-jährige Tradition der Papierverarbeitung im Volognetal fort. In der Gemeinde sind vier Landwirtschaftsbetriebe ansässig (Milchwirtschaft, Ziegen- und Schafzucht). Daneben gibt es im Dorf kleinere Dienstleistungsbetriebe.
Die dem Volognetal folgende Straße D 44 von Bruyères nach Docelles führt nördlich an Champ-le-Duc vorbei. Die Straße bildet eine der beiden direkten Verbindungen zwischen Épinal und Saint-Dié, den beiden größten Städten im Département. Der nächste Bahnhof liegt in der nahen Kleinstadt Bruyères an der von der TER Lorraine betriebenen Bahnstrecke Arches–Saint-Dié.